# شرش (فلم)
شرش (بالفرنسية: Vent du nord)، هُو فيلم دراما عائلي فرنسي تونسي بلجيكي صدر سنة 2017 وأخرجه المُخرج التونسي Walid Mattar.

## وصلات خارجية
- شرش  في قاعدة بيانات الأفلام على الإنترنت (بالإنجليزية)